# Liste der Katholikoi der Armenischen Apostolischen Kirche
Die folgenden Personen waren die Oberhäupter der Armenischen Apostolischen Kirche:
- St. Thaddäus der Apostel   43 – 66
- St. Bartholomäus der Apostel 66 – 68
- St. Zacharias       68 – 72
- St. Zementus       72 – 76
- St. Atrnerseh       77 – 92
- St. Musche       93 – 123
- St. Schahen       124 – 150
- St. Schavarsch       151 – 171
- St. Leontios       172 – 190
- St. Merozanes       240 – 270
- St. Gregor der Erleuchter     301 – 325
- St. Aristakes I.      325 – 333
- St. Vartanes I.      333 – 341
- St. Husik I.      341 – 347
- Pharen I.       348 – 352
- Nerses I.       353 – 373
- Schahak I.       373 – 377
- Zaven        377 – 381
- Aspurakes I.       381 – 386
- St. Sahak I.    387 – 436
- St. Hovsep I.     436 – 452
- Melitus       452 – 456
- Moses I.       456 – 461
- St. Kjud       461 – 478
- St. Johannes I.      478 – 490
- Papken I.       490 – 516
- Samuel I.       516 – 526
- Musche I.       526 – 534
- Sahak II.       534 – 539
- Christoph I.       539 – 545
- Ghevond       545 – 548
- Narses II.       548 – 557
- Johannes II.       557 – 574
- Moses II.       574 – 604
- Abraham I.       604 – 615
- Gomidas       615 – 628
- Christoph II.       628 – 630
- Ezr       630 – 641
- Narses III. der Erbauer     641 – 661
- Anastasios       661 – 667
- Israel        667 – 677
- Sahak III.       677 – 703
- Elias        703 – 717
- Johannes III. der Philosoph (Yovhannēs Ōjnec'i)    717 – 728
- David I. Aramonec'i     728 – 741
- Dertad I.       741 – 764
- Dertad II.       764 – 767
- Sion I. Bawonac'i       767 – 775
- Jesaia        775 – 788
- Stephan I.       788 – 790
- Joab        790 – 791
- Salomon       791 – 792
- Georgios I.       792 – 795
- Joseph I.       795 – 806
- David II.       806 – 833
- Johannes IV.       833 – 855
- Zacharias I.       855 – 876
- Georgios II. (Geworg Garnec‘i)      877 – 897

- St. Maschtoz       897 – 898

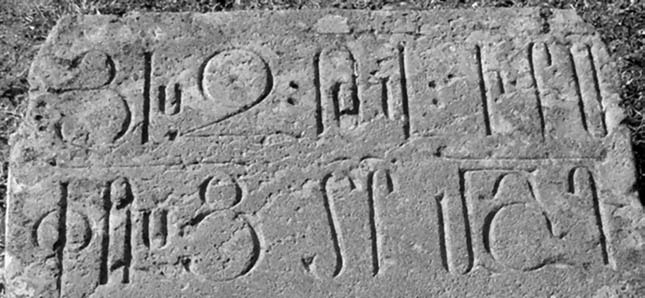
Grabstein des Katholikos Maschtoz von Jeghward; † 898

- Johannes V. der Historiker (Yovhannes Drasxanakertc'i)     898 – 929
- Stephan II.       929 – 930
- Theodor I.       930 – 941
- Jegische       941 – 946
- Anania von Mok       946 – 968
- Vahan        968 – 969
- Stephan III.       969 – 972
- Chatschig I.       973 – 992
- Sarkis I.       992 – 1019
- Peter       1019 – 1058

## In Kappadokien und Kilikien
Die folgenden Katholikoi der Armenier residierten in Kappadokien und Kilikien
- Chatschig II.      1058 – 1065
- Gregor II. Wkajasser    1066 – 1105
- Barsegh von Ani     1105 – 1113
  - Von 1113 bis 1916 bestand zusätzlich ein (Sonder-) Katholikat in Aghtamar, siehe Liste der Katholikoi von Aghtamar der Armenischen Apostolischen Kirche.
- Gregor III. Pahlawuni    1113 – 1166
- Nerses IV. Schnorhali    1166 – 1173
- Gregor IV. Tłay („das Kind“)     1173 – 1193
- Gregor V.      1193 – 1194
  - Basilius von Ani, Gegenkatholikos in Groß-Armenien 1193 – 1207
- Gregor VI.      1194 – 1203
- Johannes VI. der Großherzige    1203 – 1221
- Konstantin I.      1221 – 1267
- Jakob I. der Gelehrige      1268 – 1286
- Konstantin II. der Wollmacher     1286 – 1289
- Stephan IV.      1290 – 1293
- Gregor VII.      1293 – 1307
- Konstantin III.     1307 – 1322
- Konstantin IV.      1323 – 1326
- Jakob II.      1327 – 1341
- Mechitar      1341 – 1355
- Jakob II.      1355 – 1359
- Mesrob       1359 – 1372
- Konstantin V.      1372 – 1374
- Paul I.      1374 – 1382
- Theodor II.      1382 – 1392
- Garabed      1393 – 1404
- Jakob III.      1404 – 1411
- Gregor VIII.      1411 – 1418
- Paul II.      1418 – 1430
- Konstantin VI.      1430 – 1439
- Gregor IX. Musabekean      1439 – 1441

Fortsetzung siehe Liste der Katholikoi von Kilikien der Armenischen Apostolischen Kirche
Ab 1441 spaltet sich die Abfolge der armenischen Kirchenoberhäupter in die ältere Linie der Katholikoi in Sis und die jüngere Linie der Katholikoi in Etschmiadsin.

## In Etschmiadsin
Daten und Personenfolge im 15. Jh. unklar.
- Kirakos Virapec’i     1441 – 1443 († 1448)
- Grigor X. Makvec’i (Jalalbekean)      1443 – 1468 (zeitweise neben anderen Katholikoi)
- Aristakes II.      1469 – 1475 (ab 1460/64 Koadjutor-Katholikos)[1]
  - Zacharias III. von Aghtamar 1460 – 1464
- Sarkis II. der Reliquien-Träger   1469 – 1474
- Johannes VII. der Reliquien-Besitzer  1474 – 1484
- Sarkis III. der Andere     1484 – 1515
- Zacharias II.      1515 – 1520‘
- Sarkis IV.      1520 – 1536
- Gregor XI.      1536 – 1545
- Stephan V. (Stepʽanos V Salmastecʽi)     1545 – 1567
- Michael I. von Sebaste      1567 – 1576
- Gregor XII.      1576 – 1590
- David IV.      1590 – 1629
- Moses III. (Movsēs Tatʻewacʻi)    1629 – 1632
- Philipp (Pʽilippos I. Ałbakecʽi)     1633 – 1655
- Jakob IV.      1655 – 1680
- Eliasar      1681 – 1691 (zuvor ab 1663 Gegenkatholikos)
- Nahabed      1691 – 1705
- Alexander I.      1706 – 1714, zuvor Bischof von Neu-Julfa (1697-1706)
- Asdvadzadur      1715 – 1725
- Garabed II.      1725 – 1729
- Abraham II.      1730 – 1734
- Abraham III.      1734 – 1737
- Lazarus (Łazar Jakhec'i)      1737 – 1751
- Minas       1751 – 1753
- Alexander II.      1753 – 1755
- Sahak V.       1755 (gewählt, aber nicht geweiht)
- Vakanz      1755 – 1759
- Jakob V.      1759 – 1763
- Simeon      1763 – 1780
- Lukas       1780 – 1799
- Joseph II.       1800 (gewählt, aber nicht geweiht), zuvor Erzbischof von Russland, starb auf der Reise nach Etschmiadsin
- David V.      1801 – 1807 (abgesetzt)
- Daniel I.      1802 – 1807 Gegenpatriarch, 1807 – †1808 Patriarch
- Jeprem      1809 – 1830 (zurückgetreten)

Ab 1828 gehörte Etschmiadsin zum russischen Zarenreich, später zur Sowjetunion, 1918-1920 zur unabhängigen Republik Armenien.
- Johannes VIII.     1831 – 1842
- Nerses V.      1843 – 1857
- Matthäus I.      1858 – 1865, zuvor armenischer Patriarch von Konstantinopel
- Geworg IV. Kerestedjian     1866 – 1882
- Sedisvakanz      1882 – 1885
- Makar I. Ter-Petrosjan     1885 – 1891
- Mkrtitsch Chrimjan    1892 – 1907, zuvor (1869 – 1873) armenischer Patriarch von Konstantinopel
- Matheos III. Izmirlian           1908 – 1910, zuvor armenischer Patriarch von Konstantinopel
- Geworg V.    1911 – 1930
- Sedisvakanz      1930 – 1932
- Choren I.      1932 – 1938
- Sedisvakanz      1938 – 1945
- Geworg VI.      1945 – 1954
- Wasgen I.      1954 – 1994

1991 Unabhängigkeitserklärung Armeniens
- Karekin I. Sarkissian 1995 – 1999
- Karekin II. Nersissian 1999 – heute